# 芥見南テレビ中継局
芥見南テレビ中継局（あくたみみなみテレビちゅうけいきょく）は、かつて岐阜県岐阜市にあった地上アナログテレビの中継局である。2011年7月24日のアナログ放送終了とともに廃止された。

## 中継局概要
| チャンネル | 放送局名                        | 空中線電力        | ERP                 | 放送対象 地域 | 放送区域 内世帯数 | 偏波面   |
| 41ch       | GBS 岐阜放送 愛称「ぎふチャン」 | 映像1W/ 音声250mW | 映像5.5W/ 音声1.35W | 岐阜県        | 2,250世帯         | 垂直偏波 |
| 43ch       | NHK 岐阜総合                    | 映像1W/ 音声250mW | 映像5.9W/ 音声1.45W | 岐阜県        | 2,250世帯         | 垂直偏波 |

## 所在地
- 岐阜市岩田東1丁目267番地

## 放送エリア・その他
- 岐阜本局の電波が届きにくい岐阜市芥見地区の南部をカバーしていた。
- なお、在名民放（中京広域圏）局とNHK名古屋教育は当地に中継局を置いておらず、名古屋本局（名古屋テレビ塔・東山タワー）の直接受信または、周辺地域の中継局を受信していた。